# Burg Moosburg (Federsee)
Die Burg Moosburg ist eine abgegangene Niederungsburg im Federseeried bei Moosburg, gelegen 2250 Meter nordwestlich Stadt Bad Buchau im Landkreis Biberach in Baden-Württemberg.
1306 wird in einem habsburgischen Urbar eine Burg erwähnt („Bei dem See liegt ein Burgstall und eine Matte“). 1411 wird sie urkundlich als „Müsburg“, 1496 als „Mospurg“ (von Moos = Moor) genannt. Der Burgstall wurde 1496 von einem Buchauer Bürger dem Stift Buchau verkauft.
Von der ehemaligen Burganlage sind noch Reste des Wallgrabens erhalten.